# 14 Batalion Ochrony Pogranicza
Samodzielny Batalion Ochrony Pogranicza nr 14 – samodzielny pododdział Wojsk Ochrony Pogranicza.

## Formowanie i zmiany organizacyjne
Na podstawie rozkazu MON nr 055/org. z 20 marca 1948, na bazie Łużyckiego Oddziału WOP nr 1, sformowano 6 Brygadę Ochrony Pogranicza, a 2 komendę odcinka WOP przemianowano na batalion Ochrony Pogranicza nr 14.
Rozkazem Ministra Obrony Narodowej nr 205/Org. z 4 grudnia 1948, z dniem 1 stycznia 1949, Wojska Ochrony Pogranicza podporządkowano Ministerstwu Bezpieczeństwa Publicznego. Zaopatrzenie batalionu przejęła Komenda Wojewódzka Milicji Obywatelskej.
Z dniem 1 stycznia 1951, na podstawie rozkazu MBP nr 043/org z 3 czerwca 1950, na bazie 6 Brygady Ochrony Pogranicza, sformowano 8 Brygadę Wojsk Ochrony Pogranicza, a 14 batalion Ochrony Pogranicza przemianowano na 82 batalion WOP.

## Dowódcy batalionu
- kpt. Henryk Ferster - (1949 - ?)[6]

## Struktura organizacyjna
Dyslokacja batalionu przedstawiała się następująco :
- dowództwo batalionu – Leśna
- 6 strażnica Ochrony Pogranicza – Świeradów-Zdrój
- 7 strażnica Ochrony Pogranicza – Pobiedna
- 8 strażnica Ochrony Pogranicza – Miłoszów
- 8a strażnica Ochrony Pogranicza – Grabiszyce Górne
- 9 strażnica Ochrony Pogranicza – Łowin
- 10 strażnica Ochrony Pogranicza – Zawidów